# Hüttendorf
Hüttendorf je naselje v Občini Plajberk pri Beljaku v Okraju Beljak-dežela na Koroškem v Avstriji.